# Джефф Спікмен
Джефф Спікмен (англ. Jeff Speakman; 8 листопада 1958) — американський актор та майстер бойових мистецтв.

## Біографія
Джефф Спікмен народився 8 листопада 1958 року в Чикаго, штат Іллінойс. Навчався в школі John Hersey High School, де займався стрибками з трампліну і удостоївся звання «Всеамериканський спортсмен». Навчався в Державному коледжі штату Міссурі і закінчив його зі ступенем бакалавра з психології. Під час навчання в коледжі займався бойовими мистецтвами. Джефф має чорний пояс шостого ступеня в японському Годзюр-карате і чорний пояс шостого ступеня в американському кенпо-карате. У кіно почав зніматися в кінці 1980-х у невеликих ролях. Першу головну роль виконав у фільмі «Досконала зброя» (1991). Також відомий за фільмами «Вуличний лицар» (1993), «Смертельне захоплення» (1995), «Експерт» (1995).

## Фільмографія
| Рік  |    | Українська назва      | Оригінальна назва    | Роль                   |
| ---- | -- | --------------------- | -------------------- | ---------------------- |
| 1988 | ф  | Різанина на «Скелі»   | Slaughterhouse Rock  | клієнт кафе            |
| 1988 | ф  | Об'їзні дороги        | Side Roads           | Джозеф Веласко         |
| 1989 | с  | Мисливець             | Hunter               | офіцер                 |
| 1990 | ф  | Самоволка             | Lionheart            | охоронець особняка     |
| 1991 | ф  | Досконала зброя       | The Perfect Weapon   | Джефф Сандерс          |
| 1993 | ф  | Вуличний лицар        | Street Knight        | Джейк Барретт          |
| 1995 | в  | Смертельне захоплення | Deadly Outbreak      | сержант Даттон Гетфілд |
| 1995 | ф  | Експерт               | The Expert           | Джон Ломакс            |
| 1996 | ф  | Руйнівники            | Timelock             | Макмастерс             |
| 1997 | в  | Біг Плато             | Plato's Run          | Домінік                |
| 1997 | тф | Втеча з Атлантиди     | Escape from Atlantis | Метт Спенсер           |
| 1998 | ф  | Скорпіо один          | Scorpio One          | Джаред Стоун           |
| 1998 | ф  | Вільна країна         | Land of the Free     | Френк Дженнінгс        |
| 1998 | ф  | День пам'яті          | Memorial Day         | Едвард Доуні           |
| 1999 | в  | Російський кілер      | Running Red          | Грегорі                |
| 2000 | в  | Гарячі хлопці         | Hot Boyz             | Майстер Кітон          |
| 2002 | ф  | Нічний жах            | Night Terror         | професор Ерік Ленг     |
| 2004 | ф  | Ціна ризику           | The Gunman           | Скотт Шервін           |
| 2006 | ф  | Зона удару            | Striking Range       | Кілмер                 |